# Куопесоя
Ку́опесо́я (фин. Kuopesoja) — ручей в России, протекает по территории Лоймольского сельского поселения Суоярвского района Карелии. Длина ручья — 0,9 км.
Ручей берёт начало из озера Куопесярви на высоте 78 м над уровнем моря и далее течёт в южном направлении.
Впадает в озеро Сяксъярви на высоте 77,0 м над уровнем моря.
Населённые пункты на ручье отсутствуют.
Код объекта в государственном водном реестре — 01040300212002000011252.